# Carnival Vista
Carnival Vista è una nave da crociera costruita presso il cantiere navale Fincantieri di Monfalcone (GO) per la compagnia di navigazione americana Carnival Cruise Line.

## Storia
Impostata il 14 ottobre 2014 sul bacino dello stabilimento, è entrata in servizio come previsto il 1º maggio 2016.
Il 25 giugno 2015 la nave è stata varata nel cantiere navale di Monfalcone.
Come da tradizione, alla sua entrata in servizio, essendo la nave più moderna, Carnival Vista ha assunto il ruolo di ammiraglia della flotta, scalzando Carnival Breeze (entrata in servizio il 3 giugno 2012) da tale posizione.
Il 29 aprile 2016 ha lasciato lo stabilimento di Panzano presso il Cantiere navale di Monfalcone alla volta di Trieste, giungendovi il 30 aprile, per poi intraprendere il suo viaggio inaugurale di 13 notti e 14 giorni nel Mediterraneo salpando il 1º maggio agli ordini del comandante Rocco Lubrano, del direttore di macchina Cesare Boldrini e del capo commissario di bordo Pierre Camilleri.

## Navi gemelle
- Carnival Horizon - costruzione n. 6243
- Costa Venezia - costruzione n. 6271
- Carnival Panorama - costruzione n. 6272
- Costa Firenze - costruzione n. 6273